# Sachsia
Sachsia es un género de plantas fanerógamas perteneciente a la familia de las asteráceas. Comprende 6 especies descritas y de estas, solo 3 aceptadas. Es originario de Cuba y las Bahamas.

## Taxonomía
El género fue descrito por August Heinrich Rudolf Grisebach y publicado en Catalogus plantarum cubensium . . . 150–151. 1866.

## Especies aceptadas
A continuación se brinda un listado de las especies del género Sachsia aceptadas hasta julio de 2012, ordenadas alfabéticamente. Para cada una se indica el nombre binomial seguido del autor, abreviado según las convenciones y usos.
- Sachsia polycephala Griseb.
- Sachsia tricephala Griseb.